# Graeme Dott
Graeme Dott, född 12 maj 1977, i Larkhall, är en skotsk snookerspelare. 

## Karriär

### 1994-2004
Han blev proffs 1994 och nådde för första gången topp-16 på rankingen år 2001. Han hade då nått flera finaler i rankingturneringar, men aldrig vunnit någon. I VM 2004 föll Dott i finalen mot Ronnie O'Sullivan med 8-18, trots att han vunnit de fem första framen. 

### 2006-2010
I VM 2006 gick Dott åter något överraskande till final, denna gång mot 2002 års världsmästare Peter Ebdon. I semifinalen hade Dott slagit O'Sullivan efter att bland annat ha vunnit andra sessionen med 8-0. Finalen kännetecknades av mycket långsamt spel från båda spelarna, både första och tredje sessionen fick kortas ned till sex frames mot normala åtta. Det 27:e framet var det längsta i The Crucibles historia, 74 minuter. Det var vid den tiden även det längsta TV-sände framet någonsin, men det rekordet har senare slagits. Dott ledde med 15-7 då den sista sessionen inleddes. Ebdon vann dock sex raka frames, innan Dott kunde dra ifrån igen och vinna med 18-14. Trots att matchen inte gick till avgörande frame, slogs rekordet för sena finalmatcher: matchen slutade 0:53 BST (1:53 svensk tid). Innan Dott sänkte den sista bollen gick han bort till VM-pokalen och kysste den. Detta var Dotts första professionella titel. 
Följande säsong 2007/2008 blev också ganska framgångsrik för Dott, han vann sin andra rankingtitel, China Open, och gick till semifinal i UK Championship. I VM gick det dock uselt, Dott råkade ut för The Crucible Curse och föll i första omgången mot Ian McCulloch. Resultaten räckte dock för att ta upp honom till andra plats på världsrankingen, hans högsta i karriären.
Därefter började karriären gå spikrakt utför för Dott. Resultaten uteblev, han drabbades av både depression och en bruten arm. Vid ett tillfälle förlorade han 12 raka matcher på touren. På två år föll han från andra till 28:e plats på rankingen och fick kvala till 2010 års VM. Där gick han dock mycket överraskande åter till final, där det dock blev förlust med 13-18 mot australiensaren Neil Robertson. Resultatet gjorde åtminstone att Dott återtog sin plats bland topp-16 på rankingen.

### 2018-
År 2018: Närmar sig finalen i German Masters och Shoot Out, men blir slagen av Mark Williams och Michael Georgiou.
År 2020: Tar sig till final i World Grand Prix och förlorar med 10-8 mot Neil Robertson.
År 2022: Går till semifinal i European Masters innan han förlorar mot Fan Zhengyi. Gör sin andra officiella 147 under kvalomgångarna till världsmästerskapet.

## Titlar

### Rankingtitlar
- VM i snooker - 2006
- China Open - 2007

### Andra titlar
- World Series of Snooker (Berlin) - 2008